# Одностатева імміграційна політика США
Політика Сполучених Штатів щодо одностатевої імміграції позбавляла пари в одностатевих стосунках тих самих прав і привілеїв, які надавали різностатевим парам на підставі кількох судових рішень і Закону про захист шлюбу (DOMA), доки Верховний суд США не виніс рішення щодо розділу 3 DOMA. неконституційним у Сполучених Штатах проти. Віндзор 26 червня 2013 р.

## Передумови
У 1967 році Верховний суд Сполучених Штатів постановив, що гомосексуальна особа може бути депортована зі Сполучених Штатів на підставі «психопатичної особистості» у справі Boutilier v. Служба імміграції та натуралізації, заснована на статуті 1952 року. Це було скасовано Законом про імміграцію 1990 року, який відкидав сексуальну орієнтацію як критерій для імміграції.
У 1982 році Апеляційний суд дев'ятого округу США виніс рішення у справі Adams v. Howerton, 673 °F.2d 1036 (9th Cir. 1982), що для цілей імміграційного законодавства термін «подружжя», який використовується в Законі про імміграцію та громадянство, стосується партнера протилежної статі, і що визначення відповідало раціональному перегляду . Це був один із перших позовів, спрямованих на визнання одностатевих шлюбів федеральним урядом. Верховний Суд відмовився розглядати апеляцію на це рішення.
У 2011 році, до того як федеральний уряд визнав одностатеві шлюби, одне дослідження підрахувало, що в США було близько 28 500 одностатевих пар, у яких лише одна особа була громадянином США, і ще 11 500 одностатевих пар, у яких жодна особа не була громадянином.

## Закон про захист шлюбу
Починаючи з 1996 року, розділ 3 Закону про захист шлюбу (DOMA) забороняв федеральному уряду визнавати шлюби одностатевих пар на тій самій основі, що й шлюби різностатевих пар. Відповідно до DOMA, особи в одностатевих шлюбах не вважалися одруженими з метою імміграції. Громадяни США та постійні мешканці в одностатевих шлюбах не могли подавати клопотання про своїх дружин, а також їх супроводжувати їх подружжя в США на основі сімейної або робочої візи. Негромадянин у такому шлюбі не міг використовувати його як підставу для отримання відмови або звільнення від виселення зі США Служба громадянства та імміграції Сполучених Штатів Америки (USCIS) підтвердила свою політику відмови у видачі грін-картки в таких випадках у березні 2011 р.
Що стосується отримання гостьової візи, правила Бюро імміграції розглядали двонаціональних одностатевих подружжя так само, як двонаціональні неодружені партнери протилежної статі за класифікацією «сумісні партнери».
Оскарження рішень USCIS призводило до неоднозначних результатів, іноді досягаючи успіху лише завдяки підтримці важливого законодавця. Існувала низка юридичних проблем щодо DOMA щодо імміграційного законодавства. У червні 2012 року захисник прав імміграції Лаві Солоуей сказав, що нещодавні юридичні маневри Апеляційної ради імміграції (BIA) свідчать про те, що це «по суті створює умови для схвалення петицій [зеленої карти] у світі після DOMA».

## Законодавство
Починаючи з 2000 року, в Конгресі США вноситься законодавчий акт для встановлення імміграційної рівності — Закон про об'єднання американських сімей (UAFA) Остання редакція законодавства, H.R. 1537, S. 821 внесе поправки до Закону про імміграцію та громадянство, щоб дозволити постійним партнерам громадян Сполучених Штатів і законних постійних мешканців отримати статус законного постійного мешканця так само, як подружжя громадян чи законних постійних мешканців. Він також передбачає покарання за використання шахрайських постійних партнерств для ухилення від імміграційного законодавства та передбачає перегляд статусу легального іммігранта спонсорованого партнера, якщо партнерство припиняється протягом двох років. На кінець 112-го Конгресу в січні 2013 року УАФА мала 144 співспонсори УАФА в Палаті представників і 29 в Сенаті.
З моменту введення цього законодавства його було розширено, щоб надати права дітям або пасинкам партнера, який народився за кордоном, і було включено до Розділу II Закону про возз'єднання сімей (H.R. 1796), ширший законопроект про імміграційну реформу, востаннє внесений до Палати представників Сполучених Штатів 6 травня 2011 року Конгрессом Майклом Хондою (D-CA).
Прихильники закону визначили 22 країни, які визнають одностатеві пари відповідно до свого імміграційного законодавства, включаючи Францію, Німеччину, Ізраїль та Сполучене Королівство.

### Імміграційні права для трансгендерів
Закон про захист шлюбу не містить юридичного визначення чоловіка чи жінки. До 2002 року USCIS мав тенденцію визнавати шлюби, які включали трансгендерного партнера, якщо ці шлюби вважалися дійсними в юрисдикції, де шлюб був укладений. Починаючи з 2002 року USCIS відхиляв усі заявки пар, у яких один партнер був трансгендером, що стало офіційною політикою у 2004 році Пізніше того ж року Апеляційна рада імміграції (BIA) відхилила цю політику безпрецедентним рішенням.
У 2005 році прецедентне рішення у справі In re Lovo-Lara BIA створило прецедент, який скасував політику 2004 року відхилення всіх заяв на шлюб, в яких один із партнерів був трансгендерним. Це рішення передбачало, що USCIS має визначити, чи є шлюб дійсним у місці, де він був укладений, а також у місці, де проживає пара. Постанова BIA була офіційно оприлюднена в 2009 році і переглянута в 2012 році. Згідно з цими правилами, імміграційна служба спочатку має визначити, чи є шлюб гетеросексуальним чи одностатевим шлюбом у державі, де пара одружилася, потім те саме для штату, у якому пара проживає, і, нарешті, вони мають визначити, чи є шлюб дійсний згідно з DOMA. Хоча це вирішило проблему імміграції для гетеросексуальних пар із штатів і країн, де вони могли одружитися, одностатеві пари залишалися забороненими до імміграції на основі шлюбу, як і інші одностатеві пари.
Правила дозволяють юристам радити відкласти перехід, щоб отримати постійне місце проживання на основі шлюбу, коли пари будуть одностатевими після переходу, навіть якщо вони мають дійсний гетеросексуальний шлюб. У 2012 році цей підхід був оскаржений одностатевою парою, яка одружилася в Техасі в 2010 році, де вони вважаються гетеросексуальною парою згідно з рішенням у справі Littleton v. Prange. Їхня петиція була спочатку відхилена імміграційною службою, але в січні 2013 року в непрецедентному рішенні Рада апеляцій з питань імміграції повернула справу до USCIS з інструкціями застосувати правила, викладені в In re Lovo-Lara, і визначити чи мала пара дійсний шлюб відповідно до законів штату Техас. Справа була затримана USCIS, поки Верховний суд США не скасував розділ 3 DOMA в червні 2013 року.
Одного разу рішення Верховного суду США у справі United States v. У червні 2013 року Віндзор припинив застосування розділу 3 DOMA, пари, в яких партнер є трансгендером, розглядаються так само, як і всі інші пари з метою імміграції.

## Адвокація
Імміграційна рівність, заснована в 1994 році, є адвокаційною організацією, яка працює за рівність прав ЛГБТ та ВІЛ-позитивних осіб щодо політики, яку підтримує Служба громадянства та імміграції США (раніше Служба імміграції та натуралізації).
11 грудня 2012 року понад 50 правозахисних груп ЛГБТ та правозахисних груп попросили президента Обаму призупинити імміграційні справи, пов'язані з американцями, які прагнуть отримати легальну візу на проживання для подружжя однієї статі, що народилося за кордоном, до розгляду справи Верховним судом США проти Віндзор, справа, яка оскаржує конституційність розділу № 3 DOMA
За даними правозахисної організації Immigration Equality, у 2009 році було приблизно 36 000 одностатевих пар із двох країн, які не могли отримати зелену картку для партнера. Перепис зафіксував 594 391 одностатеву пару, шість відсотків з яких складалися з одного громадянина та одного негромадянина. У звіті 2006 року, складеному Human Rights Watch та Immigration Equality, задокументовано випадки пар, які не повідомили про свою участь у одностатевих стосунках під час перепису населення США 2000 року, оскільки побоювалися упередженості проти ЛГБТ у процесі імміграції або через те, що їхні іноземні партнери були проживає в США нелегально.

## Сполучені Штати протиВіндзор
Рішення Верховного суду у справі United States v. Віндзор 26 червня 2013 року постановив, що Розділ 3 DOMA було визнано неконституційним як припинення різного ставлення до одностатевих і різностатевих пар у питаннях імміграції. Перед ухваленням рішення сенатор Джон Маккейн сказав: «Якщо Верховний суд відхилить DOMA, тоді ці права залишаться». Після цього рішення сенатор Патрік Ліхі оголосив, що більше не бачить потреби в законодавстві, яке стосується потреб одностатевих пар згідно з імміграційним законодавством. Міністр внутрішньої безпеки Джанет Наполітано сказала: «[Ми] виконаємо сьогоднішнє рішення, щоб до всіх подружніх пар ставилися однаково та справедливо під час застосування нашого імміграційного законодавства».
У день, коли Віндзор ухвалив рішення, суддя призупинив процедуру депортації у справі колумбійського чоловіка американця. Через два дні чоловік із Флориди дізнався, що його заявку на грін-карту для його чоловіка-болгарина схвалено.
Колишній генеральний прокурор США Альберто Р. Гонзалес і імміграційний адвокат Девід Н. Стрендж назвали дії Наполітано «невідповідними закону». Вони посилалися на власний акцент у Віндзорському рішенні на одностатевих шлюбах, як визначено штатами для цілей штату, тоді як питання імміграції є суто федеральним питанням. Вони зазначили, що рішення дев'ятого округу у справі Adams v. Howerton (1982), який той самий суд процитував у 2010 році, стверджував, що слово «дружина», яке використовується в імміграційному законодавстві, не означає одностатеве подружжя. Вони порадили, що «Конгрес… також повинен розглянути питання імміграційних пільг для одностатевих пар, щоб забезпечити ясність, враховуючи правову невизначеність у цьому питанні. Верховний суд не вирішив це питання, і адміністрація Обами не повинна діяти так, ніби вона вирішила»